# 成人漫畫表現史
《成人漫畫表現史》（日语：／ Ero manga hyōgenshi）是一部由稀見理都撰寫的書籍，於2017年出版。

## 寫作過程
作者稀見理都原本想將成人漫畫界相關者的採訪內容集結成書，在Comic Market上跟同人誌夾在一起出售。不過出版社及後聯絡了他，使之開始認真地寫書。他表示把自己的知識寫成書是一件「十分有趣」的事。

## 內容大要
這本書主要講述日本成人漫畫所使用的表現和技法。當中勾劃了乳房、擬聲詞、斷面圖、触手攻击、阿嘿顏等成人漫畫表現的變遷，乃至成人漫畫的規制修正史。此外其亦收錄了成人漫畫家新堂L、前田俊夫、石惠等人的訪談記錄，以及以女性視角為主的成人漫畫座談會內容。著內加入了不少出自成人漫畫的插圖，以作解說之用。

## 發行
原著於2017年11月2日以單行本的形式經太田出版這間出版社出版，全著共392頁，作者於2017年10月31日和11月13日分別在大阪和東京舉辦了本作的出版紀念活動。電子版於2018年1月7日開售。
中譯版《成人漫畫表現史》於2018年12月經台灣東販出版，譯者為ASATO。

## 反應
2018年3月30日，北海道官方認定《成人漫畫表現史》等3本著作為有害圖書，禁止18歲以下者購買此作。此舉引來了不少批評，太田出版表示，此一決定令其產生「違和感」。著者理都則在接受訪問時說道，此前沒想過這一著作能被認定為有害圖書。
10月11日，日本漫畫學會因擔憂此舉會對日後的研究產生影響，故發表了一篇反對當局有關決定的聲明。参議院議員山田太郎表示：「我在把原著看畢後，認為有關判定有點過了」。北海道廳在回應《赫芬顿邮报》的有關質問時說道，他們的認定「並沒有否定著作本身的價值」。
《朝日新聞》曾要求北海道公開相關審議會的議事紀錄，但官方卻回覆指根據《文書管理規程》的規定，他們不會留下任何議事紀錄。